# Jean Bourgeois-Pichat
Pour les articles homonymes, voir Bourgeois et Pichat.
Cet article possède un paronyme, voir Jean Bourgeois.
Jean Bourgeois-Pichat (21 juin 1912 - 15 avril 1990) est un démographe français, ancien élève de l'École polytechnique (X 1933), qui fut directeur de l'INED de 1962 à 1972 et président de la Société de statistique de Paris en 1970, après avoir travaillé à la Fondation française pour l'étude des problèmes humains.
Ses travaux portent notamment sur les populations stables et leurs applications aux populations à statistiques imparfaites, et sur la mortalité infantile, dans laquelle il distingue la part endogène, due aux malformations congénitales, de la part exogène, due aux infections.